# Estadio Balaídos
Estadio Municipal de Balaídos is een voetbalstadion in de Spaanse stad Vigo, waar voetbalclub Celta de Vigo haar thuiswedstrijden speelt. Het stadion werd gebouwd in 1928 en is sindsdien driemaal gerenoveerd: in 1967, 1982 en 2004. Het stadion biedt plaats aan 29.800 toeschouwers.

## WK interlands
Estadio Balaídos was een van de zeventien stadions bij het WK voetbal 1982. De latere wereldkampioen Italië speelde hier zijn eerste drie groepswedstrijden (poule A), tegen achtereenvolgens Polen (0-0), Peru (1-1) en Kameroen (1-1).
| №  | Datum        | Wedstrijd         | Uitslag | Competitie                | Toeschouwers |
| -- | ------------ | ----------------- | ------- | ------------------------- | ------------ |
| 1  | 14 juni 1982 | Italië – Polen    | 0 – 0   | WK 1982 1e Groepsfase (A) | 33.000       |
| 2  | 18 juni 1982 | Italië – Peru     | 1 – 1   | WK 1982 1e Groepsfase (A) | 25.000       |
| 3. | 23 juni 1982 | Italië – Kameroen | 1 – 1   | WK 1982 1e Groepsfase (A) | 20.000       |

Santiago Bernabeu (Madrid) · Vicente Calderón (Madrid) · Camp Nou (Barcelona) · Sarrià (Barcelona) · Balaídos (Vigo) · Riazor (A Coruña) · El Molinón (Gijón) · Carlos Tartiere (Oviedo) · Nuevo (Elche) · José Rico Pérez (Alicante) · San Mamés (Bilbao) · José Zorrilla (Valladolid) · Luis Casanova (Valencia) · La Romareda (Zaragoza) · Ramón Sánchez Pizjuán (Sevilla) · Benito Villamarín (Sevilla) ·  La Rosaleda (Málaga)
Anoeta (Real Sociedad) ·
Balaídos (Celta de Vigo) ·
Benito Villamarín (Real Betis) ·
Olympisch Stadion Lluís Companys (FC Barcelona) ·
De la Cerámica (Villarreal CF) ·
Ciutat de València (Levante UD) ·
Coliseum Alfonso Pérez (Getafe CF) ·
El Sadar (CA Osasuna) ·
Martínez Valero (Elche CF) ·
Mendizorrotza (Deportivo Alavés) ·
Mestalla (Valencia CF) ·
Nuevo Los Cármenes (Granada CF) ·
Ramón de Carranza (Cádiz CF) ·
Ramón Sánchez Pizjuán (Sevilla FC) ·
RCDE Stadium (RCD Espanyol) ·
San Mamés (Athletic Bilbao) ·
Santiago Bernabéu (Real Madrid CF) ·
Vallecas (Rayo Vallecano) ·
Visit Mallorca Estadi (RCD Mallorca) ·
Estadio Wanda Metropolitano (Atlético Madrid)
Anduva (CD Mirandés) ·
Anxo Carro (CD Lugo) ·
Butarque (CD Leganés) ·
Can Misses (UD Ibiza) ·
Estadio Carlos Tartiere (Real Oviedo) ·
Cartagonova (FC Cartagena) ·
El Alcoraz (SD Huesca) ·
El Molinón (Sporting Gijón) ·
El Plantío (Burgos CF) ·
El Toralín (SD Ponferradina) ·
Fernando Torres (CF Fuenlabrada) ·
Gran Canaria (UD Las Palmas) ·
Heliodoro Rodríguez López (CD Tenerife) ·
Ipurua (SD Eibar) ·
José Luis Orbegozo (Real Sociedad B) ·
José Zorrilla (Real Valladolid) ·
Juegos Mediterráneos (UD Almería) ·
La Romareda (Real Zaragoza) ·
La Rosaleda (Málaga CF) ·
Montilivi (Girona FC) ·
Santo Domingo (AD Alcorcón) ·
Urritxe (SD Amorebieta)